# Rhinella rumbolli
Rhinella rumbolli es una especie de anfibios de la familia Bufonidae.
Es endémica del noroeste de Argentina y quizá en zonas próximas de Bolivia.
Su hábitat natural incluye bosques templados y ríos.
Está amenazada de extinción.